# زنون نوریگا آگوئرو
زنون نوریگا آگوئرو (انگلیسی: Zenón Noriega Agüero؛ ۱۲ ژوئیهٔ ۱۹۰۰ – ۷ مهٔ ۱۹۵۷) یک سیاست‌مدار اهل پرو بود. وی از ژوئن تا ژوئیه ۱۹۵۰ رئیس‌جمهور این کشور بود.